# Весна Станојевић
Весна Станојевић (Топола, 28. септембар 1963) српско-енглеска је филмска и позоришта глумица.

## Биографија
Рођена је 1963. године у Тополи. Завршила је Тринаесту београдску гимназију, смер спикер – водитељ програма, након тога је уписала Филолошки факултет Универзитета у Београду, одсек за оријенталистику. На одсеку за оријенталистику провела две године и паралелно са студијама бавила се глумом у аматерском позоришту „Сусрет“, на Бановом брду. Године 1984. уписала је Факултет драмских уметности у Београду, у класи професора Владимира Јевтовића. Током студија и средње школе, радила је као хонорарни новинар Радија 202, а потом играла у Југословенском драмском, Народном позоришту, Београдском драмском, Атељеу 212, Позоришту на Теразијама, Битеф театру, итд. Године 1994. преселила се у Лондон, у Енглеску. У Лондону је завршила четири године постдипломских студија на глумачкој техници Етијен Декруа, École de Mime Corporel Dramatique, глумачку агент јој је Asquit and Horner, а од 2006. предаје и глуму на престижном лондонском факултету Central School of Speech and Drama.
Шира публика је памти по улози Силије, у филму Последњи круг у Монци, Руже у Три карте за Холивуд, Маце у Тамна је ноћ, Наташе у Шта радиш вечерас, Микице у ТВ серији Доме Слатки Доме, Анке у Госпођа Министарки, Вуке у Грех њене мајке и многа друга остварења. У Енглеској је запажена у улогама Хелене у филму Хелена, Светлане у филму Само Шанса, Соње у играном филму Небо у цвату, Пепси у радио-драми Гвоздена Завеса, са чувеном холивудском звездом Робертом Воном.
Године 2021. председавала је стручним жиријем на, једанаестом по реду, Међународном фестивалу драме и серија Федис.

## Театрографија
- Маска
- Лудак и опатица
- Иванов
- Позив у дворац
- Слика Доријана Греја
- Дом Бернарде Албе
- Магбет
- Медејина деца
- Баал
- Буђење пролећа
- Путујуће позориште Шопаловић
- Ник Кејв
- Жабар
- Срце од рубина
- Игре љубави и случаја
- Само обична курва
- Коса
- Острво

## Филмографија
- Покидан (2023) - Мира
- Вучје бобице (2022) - баба Дивна
- Повратак (2017) - Хелен
- Кад љубав закасни (2014) - Радмилова тетка Стана
- Пут ружама посут (2013) - као Оливера Лазаревић
- - Соња
- - Хелена
- (2002) - Светлана
- (2000) - Марија
- Заборављени (1988) - као медицинска сестра
- Шта радиш вечерас (1988) - као Наташа
- Последњи круг у Монци (1989) - као Силија
- Капетан дуге пловидбе (1991)
- Три карте за Холивуд (1993) - као Ружа
- Тамна је ноћ (1995) - као Маца
- Хотел Београд (1999) - као Мара

## Телевизија
- Доме, слатки доме (1988) - као Микица
- Госпођа министарка (1989) - као Анка служавка
- Брод плови за Шангај (1991) - као госпођа Петровић
- Заборављени
- Грех њене мајке, ТВ серија (2009)- као Вука Перић
- Цват липе на Балкану ТВ серија (2011)- као Бланка Бранка Кораћ
- Самац у браку ТВ серија (2014)- као Стана
- Убице мог оца ТВ серија (2020)- као Јованка
- Ургентни центар ТВ серија (2021)- као гђа Степић
- Дођи јуче ТВ серија (2021)- као Косана
- Нечиста крв (ТВ серија) ТВ серија (2021)- као Стана